# Карнавалізація
Карнавалізація — поняття, введене в літературознавство Михайлом Бахтіним і що означає результат впливу традицій середньовічного карнавалу на культуру і мислення Нового часу. Концепція карнавалізації міждисциплінарна і, крім власне історичної поетики, використовується в рамках таких дисциплін, як філософська естетика, теоретична поетика, філософська і культурна антропологія, етіологія, семіотика тощо.
Бахтін представив свою теорію карнавалу в роботах «Творчість Франсуа Рабле і народна культура середньовіччя і Ренесансу» (вперше опублікована в 1965 році) і «Проблеми поетики Достоєвського» (1963). У першій книзі Бахтін показує прямий вплив карнавальної традиції на твори Франсуа Рабле. У другій книзі використання концепції карнавалізації дозволило йому осмислити як ціле такі незрозумілі раніше особливості поетики Достоєвського, як з'єднання сповідного з фантастичним і серйозного зі «сміховим».
Карнавальне, за Бахтіним, протистоїть трагічному і епічному. Коли якесь художнє або (перш за все) життєве явище карнавалізується, це означає його осучаснення, «фамільярний контакт» з цим явищем. В якості другої ознаки карнавалізованного явища Бахтін виділив його амбівалентність — одночасну причетність як до втіленої кінцівки, так і до втіленої незавершеності всього сущого, смерті і воскресіння, поєднання пародійності, що несе в собі заряд розвінчання, з потенціалом оновлення. Третя ознака карнавалізації — «весела відносність»: невідповідність між зовнішнім і внутрішнім, умовами і умовностями сьогодення і передчуттям можливого іншого світопорядку, що таїться за фасадом речей, ролей, поводжень та мови.